# Robert S. Vessey

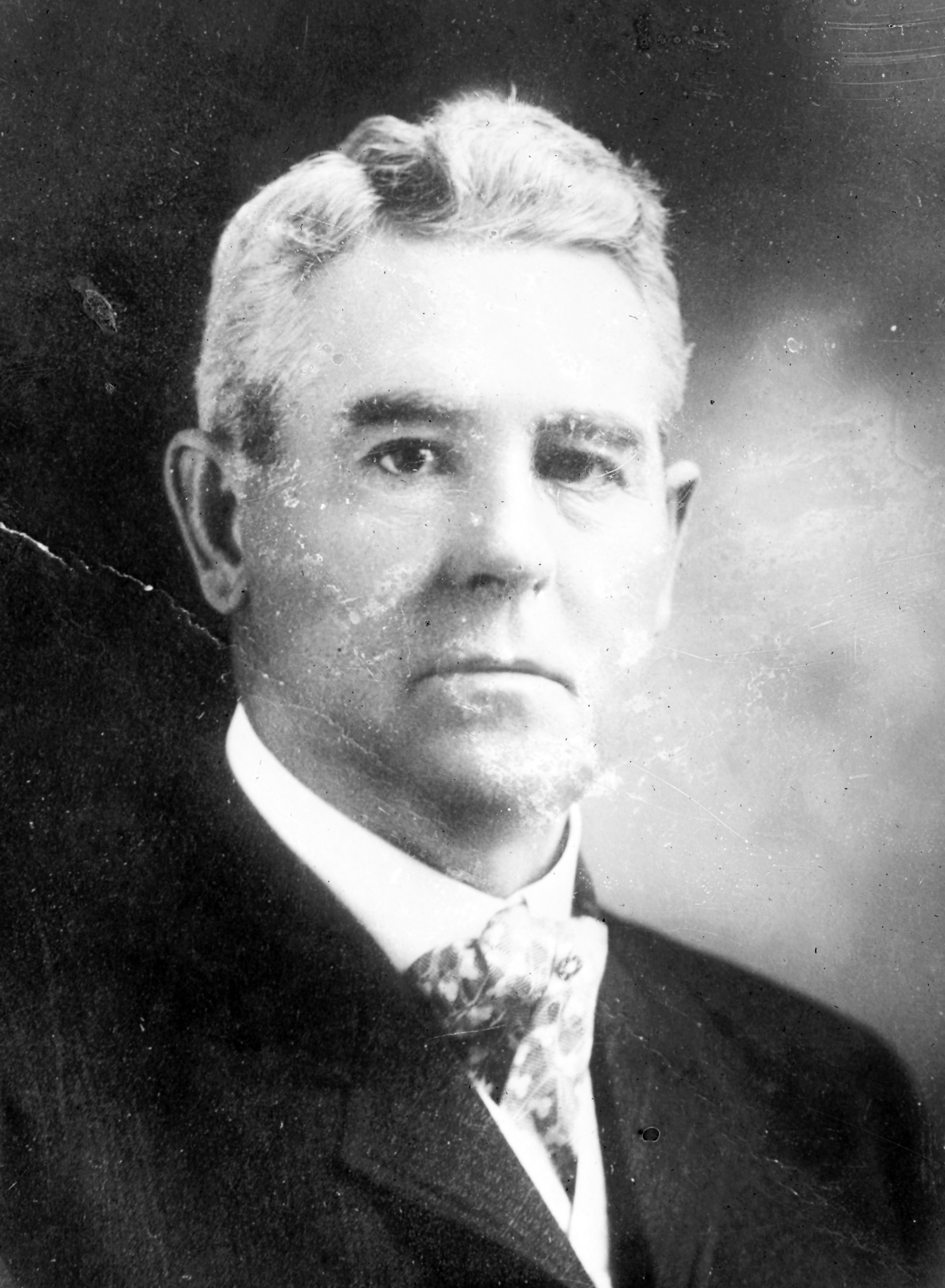
Robert S. Vessey

Robert Scadden Vessey (* 16. Mai 1858 im Winnebago County, Wisconsin; † 18. Oktober 1929 in Pasadena, Kalifornien) war ein US-amerikanischer Politiker und von 1909 bis 1913 der siebte Gouverneur des Bundesstaates South Dakota.

## Frühe Jahre und politischer Aufstieg
Robert Vessey besuchte die öffentlichen Schulen seiner Heimat in Wisconsin und danach die Daggett Commercial School in Oshkosh. Danach arbeitete er fünf Jahre lang als Holzfäller im Norden Wisconsins. Nach seinem Umzug nach South Dakota war er zwischen 1899 und 1908 Präsident der Wessington Springs State Bank. Zwischen 1905 und 1907 saß Vessey im Senat von South Dakota. Im Jahr 1908 wurde er als Kandidat der Republikanischen Partei zum neuen Gouverneur von South Dakota gewählt.

## Gouverneur von South Dakota
Vessey trat sein neues Amt am 5. Januar 1909 an. Nach einer Wiederwahl im Jahr 1910 konnte er es bis zum 7. Januar 1913 ausüben. In diesen vier Jahren wurden in South Dakota die Gesetze für das Bank- und Versicherungswesen neu überarbeitet. Auch das Eisenbahnwesen wurde gesetzlich neu geregelt. Ganz im nationalen Trend jener Jahre verfolgte auch Vessey eine progressive Politik. Im Jahr 1910 wurde das neue State Capitol in der Hauptstadt Pierre fertiggestellt. Dieses Bauwerk wird, mit einigen zwischenzeitlichen Erweiterungen, bis heute von der Regierung South Dakotas benutzt. Mit der Fertigstellung des Kapitols endeten endgültig alle Diskussionen über eine Verlegung der Hauptstadt.

## Weiterer Lebenslauf
Nach dem Ende seiner Amtszeit zog sich Vessey in das Privatleben zurück. Er war nach wie vor im Bankgeschäft engagiert. Gleichzeitig befasste er sich aber auch mit der Schafzucht und war Miteigentümer eines Gemischtwarenladens. Ex-Gouverneur Vessey verstarb im Jahr 1929. Er war mit Florence Albert verheiratet, mit der er vier Kinder hatte.